# 石田充之
石田 充之（いしだ みつゆき、1911年10月8日 - 1991年8月2日）は、浄土宗・浄土真宗の仏教学者。
山口県出身。旧姓は杉。龍谷大学卒、龍谷大学助教授、1957年教授、1972年退任、名誉教授。1973年浄土真宗本願寺派勧学となる。1962年「法然門流初期教学の基礎研究」で東洋大学文学博士。真宗教理史の研究で知られた。

## 著書
- 『蓮如』時論社、1949 のち永田文昌堂
- 『異安心』法蔵館 1951
- 『日本浄土教の研究』百華苑 1952
- 『聖親鸞の宗教改革』永田文昌堂 自照選書 1953
- 『浄土教思想入門』百華苑 1956
- 『現代の真宗の信仰』百華苑 1961
- 『浄土教教理史』平楽寺書店 サーラ叢書 1962
- 『親鸞教学の基礎的研究』全3巻　永田文昌堂 1970-1989
- 『選択集研究序説』百華苑 1976
- 『真実の念仏』石田充之和上勧学墓碑建立発起人会編 永田文昌堂 1993

### 共著・校注
- 『悲劇を機縁として 観無量寿経』佐藤春夫共著 法蔵館 東方双書 1957
- 『日本思想大系 11 親鸞』星野元豊,家永三郎共校注 岩波書店 1971
- 『俊芿律師 鎌倉仏教成立の研究』編 法蔵館 1972
- 『真宗史料集成 第1巻 親鸞と初期教団』千葉乗隆共編　同朋舎 1974
- 『浄土真宗とキリスト教』滝沢克己共編 法蔵館 1974

## 論文
- Cinii

## 注
1. ↑  現代日本人名録